# Lodowe tornado
Lodowe tornado (ang. Ice Twisters) – amerykańsko-kanadyjski thriller z 2009 roku oparty na scenariuszu Paula A. Birketta i reżyserii Stevena R. Monroego.

## Fabuła
Damon Jared (Alex Zahara) i Joanne Dyson (Camille Sullivan) prowadzą eksperyment. Wierzą, że dzięki niemu sprowadzą deszcz w regiony zagrożone suszą. Projekt wymyka się spod kontroli. Niespotykanych rozmiarów tornado pustoszy wszystko na swojej drodze. Wkrótce pojawiają się kolejne wichury...

## Obsada
- Mark  Moses jako Charlie Price
- Camille Sullivan jako Joanne
- Kaj-Erik Erikson jako Eric
- Alex Zahara jako Damon Jarwell
- Chelan Simmons jako Nora Elman
- Ryan Kennedy jako Gary
- Luisa D’Oliveira jako Ashley
- Robert Moloney jako Frank
- Dion Johnstone jako Bill
- Nicholas Carella jako Phil